# Tomoyasu Ando
Tomoyasu Ando (født 23. maj 1974) er en tidligere japansk fodboldspiller.
Han har spillet for flere forskellige klubber i sin karriere, herunder Urawa Reds, Avispa Fukuoka og Omiya Ardija.